# Fannyann Eddy
Fannyann Eddy, auch FannyAnn (* 14. Juni 1974; † 28. September 2004 in Freetown), war eine Menschenrechtsaktivistin aus Sierra Leone, die sich für die Rechte von Schwulen und Lesben in ihrem Heimatland und anderen afrikanischen Staaten einsetzte.
Sie gründete mit der Sierra Leone Lesbian and Gay Association (SLLGA) den ersten Lesben- und Schwulenverband. Im April 2004 hielt sie vor der UN-Menschenrechtskommission eine als „bewegend“ bezeichnete Rede, in der sie beklagte, dass die Behörden ihres Heimatlandes Sierra Leones Gewalt wegen der sexuellen Orientierung nicht verfolgen. Eddy war Mitglied der Kommission der All Africa Rights Initiative (AARI) und der namibischen Coalition of African Lesbians (CAL).
Eddy wurde am 28. September 2004 ermordet. Berichten zufolge soll sie zuvor vergewaltigt und verstümmelt worden sein. Sie hinterließ ihren neunjährigen Sohn und ihre Partnerin Esther.
Im Juni 2007 wurde eine nach Eddy und Magnus Hirschfeld benannte Stiftung gegründet, die Hirschfeld-Eddy-Stiftung, deren Zweck die Unterstützung der Menschenrechtsarbeit zugunsten von Schwulen, Lesben, Bisexuellen und Transgender-Personen auf nationaler und internationaler Ebene ist.